# 凯法利尼亚军区
凯法利尼亚军区（希臘語：θέμα Κεφαλληνίας/Κεφαλονίας，转写：thema Kephallēnias/Kephalonias）是拜占庭帝国位于希腊西部的一个军区，囊括了伊奧尼亞群島。其自8世纪存续到1185年，直至被西西里王國部分征服。

## 历史
羅馬帝國时期，伊奧尼亞群島（包括克基拉島、凯法利尼亚岛、扎金索斯島、伊薩基島、萊夫卡斯島和基西拉岛）分别隶属于亚该亚和旧伊庇鲁斯两个行省。此后，除了基西拉岛之外的地区组成了独立的凯法利尼亚军区。群岛很大程度上未受到7世纪斯拉夫人入侵及定居的影响，并成为了在各沿海地区重建帝国统治和重新希腊化的基地。
军区的建立时间尚不明晰，根据君士坦丁七世的《帝国行政论》记述，其最初为意大利南部伦巴迪亚军区的一个分军区，后被利奥六世（在位时间为886至912年）升格为将军管辖的strategis，但未成为正式军区。不过其记载的时间明显有误，因为在此之前，凯法利尼亚将军一职就多次出现在文献中，842/843年的《乌斯宾斯基职官表》一书中明确提到了凯法利尼亚将军这一称谓，拉丁语著作《法蘭克王國編年史》也于809年提及了一名将军。大量的印信也更有助于确立时间，strategis或者军区的历史可以追溯到8世纪中后期。
君士坦丁七世的迷惑也反映出了凯法利尼亚与帝国在意大利南部领土的密切联系，伊奧尼亞充当着与意大利之间联系与集散的基地，并保护着伊奥尼亚海与亚得里亚海的海上通道使其免受阿拉伯海盗的袭击。与君士坦丁的记载不同，伦巴迪亚起初在876年拜占庭夺回巴里之后成为凯法利尼亚的一个分军区。不过在许多情况下，凯法利尼亚与伦巴迪亚（或者尼科波利斯军区）一并管理。
将军的治所可能位于凯法利尼亚，不过亦被证实有其他地方，比如科孚。根据《帝国行政论》，军区在西部军区（或欧洲军区）中位列第七，其将军领有12金镑年薪，和其他欧洲军区相同，薪水并非由国库发放，而来源于军区内部的税收收入。凯法利尼亚在海上力量中有着重要地位，拥有自己的舰队，包括一些馬代特人海军和划手，由一名分舰队指挥官（tourmarchai）管辖。其他舰队指挥官及其属下负责管理军区驻军。历史学家華倫·特雷戈德推测军区在9世纪时大约拥有2,000名士兵，该地也常被用作政治犯的流亡地点。
凯法利尼亚在9至11世纪的军事行动中被频繁提及。809年，军区将军保罗前往达尔马提亚击败了威尼斯舰队。880年，Nasar将军在凯法利尼亚战役中重挫掠夺军区的阿拉伯海盗船队，来自凯法利尼亚的军队参加了意大利的攻势。之后于949年的远征中，凯法利尼亚的马代特人被克里特埃米爾國击败。军区将军最后一次被提及是在1011年，托尼克斯被派往意大利以平息伦巴底人的叛乱。随着11世纪中期帝国于南意大利的控制崩溃，军区重要性逐渐下降，改由法官管辖。
自11世纪末期开始，伊奥尼亚群岛成为了拜占庭－诺曼战争的战场。科孚岛于1081－1085与1147－1149年间被诺曼人控制，威尼斯人曾于1122至1123年间围攻未果，凯法利尼亚岛亦曾于1085年遭其围攻。1099年被比萨人劫掠，1126年又遭威尼斯人掠夺。最终在1185年，除莱夫卡斯岛之外的地区均被古列尔莫二世统治下的諾曼人征服。尽管拜占庭于1191年收复了科尔孚岛，其余领土却再未收复，成为了馬加里托管辖的凯法利尼亚与扎金索斯公爵领地。

### 脚注
1. ↑  ODB，"Ionian Sea" (T. E. Gregory), p. 1007.
2. ↑  Soustal & Koder 1981，第44–50頁.
3. 1 2 3 4 5 6 7  Nesbitt & Oikonomides 1994，第2頁.
4. 1 2  Pertusi 1952，第175頁.
5. 1 2  Soustal & Koder 1981，第176頁.
6. ↑  Soustal & Koder 1981，第51–52, 175頁.
7. 1 2 3 4  ODB，"Kephalenia" (T. E. Gregory), pp. 1122–1223.
8. ↑  Pertusi 1952，第174頁.
9. 1 2  Pertusi 1952，第174–175頁.
10. ↑  Soustal & Koder 1981，第52, 175頁.
11. ↑  Soustal & Koder 1981，第52, 54頁.
12. ↑  Oikonomides 1972，第351–352頁.
13. 1 2  Soustal & Koder 1981，第52頁.
14. ↑  Pertusi 1952，第91頁.
15. ↑  Treadgold 1995，第122頁.
16. ↑  Treadgold 1995，第66ff.頁.
17. ↑  Soustal & Koder 1981，第52–53, 175–176頁.
18. ↑  Soustal & Koder 1981，第54, 176頁.
19. ↑  Soustal & Koder 1981，第55, 176頁.
20. ↑  Soustal & Koder 1981，第56–57, 176頁.
21. ↑  Soustal & Koder 1981，第58, 176頁.

### 书籍
- 亚历山大·卡日丹 (编). . 牛津: 牛津大学出版社. 1991. ISBN 0-19-504652-8.
- Nesbitt, John W.; Oikonomides, Nicolas (编). . Washington, District of Columbia: Dumbarton Oaks Research Library and Collection. 1994  [2019-03-07]. ISBN 0-88402-226-9. （原始内容存档于2020-07-26）.
- Oikonomides, Nicolas. . Paris, France: Editions du Centre National de la Recherche Scientifique. 1972  [2019-03-07]. （原始内容存档于2020-06-26） （法语）.
- Pertusi, A. . Rome, Italy: Biblioteca Apostolica Vaticana. 1952 （意大利语）.
- Soustal, Peter; Koder, Johannes. . Vienna, Austria: Verlag der Österreichischen Akademie der Wissenschaften. 1981. ISBN 3-7001-0399-9 （德语）.
- Treadgold, Warren T. . Stanford, California: Stanford University Press. 1995  [2019-03-07]. ISBN 0-8047-3163-2. （原始内容存档于2020-06-01）.

## 延伸阅读
- Oikonomidès, N. A. . Revue des études byzantines. 1965, 23 (23): 118–123  [2019-03-07]. doi:10.3406/rebyz.1965.1343. （原始内容存档于2015-09-24） （法语）.
- Zakythinos, Dionysios.  [Studies on the administrative division and provincial administration in the Byzantine state]. Ἐπετηρίς Ἐταιρείας Βυζαντινῶν Σπουδῶν. 1941, 17: 243–248 （希腊语）.
- Zakythinos, D. A. . L'Hellénisme Contemporain (Athens). 1954, 4–5: 303–312 （法语）.